# The Marcels
The Marcels fueron un grupo de doo wop conocido por convertir canciones populares estadounidenses en rock and roll. 

## Historia
La banda se formó en Pittsburgh en 1959 con Cornelius Harp como vocalista principal, Fred Johnson como bajo, junto a Gene Bricker, Ron Mundy y Richard Knauss. La hermana menor de Fred, Priscilla, le puso el nombre al grupo debido a un corte de pelo popular de la época («The Marcell wave»). En 1961, causaron furor con su nueva versión de la balada Blue Moon, la cual comenzaba con el cantante bajo diciendo: "bomp-baba-bomp" and "dip-da-dip." El disco vendió alrededor de un millón de copias y fue galardonado como disco de oro.
En una gira que llevaron a cabo en agosto de 1961 por el sureste de los Estados Unidos, Knauss y Bricker tuvieron que ser reemplazados por Allen Johnson (hermano de Fred) y Walt Maddox, debido a los problemas de racismo. Mundy dejó el grupo bien pronto y quedaron formados como cuarteto.
En 2002 fueron incluidos en el Salón de la Fama de los Grupos Vocales.